# Gubachkees
Das Gubachkees, auch Gubach Kees oder früher Kopach Kees, ist ein Gletscher im Maurerkamm der Venedigergruppe in der Gemeinde Prägraten am Großvenediger im Bezirk Lienz (Osttirol).

## Lage und Ausdehnung
Das Gubachkees befindet sich im Umbaltal an der Südwestseite des Maurerkamms. Es liegt nach Westen ausgerichtet zwischen dem Westgrat der Südlichen Malhamspitze im Norden, dem Verbindungsgrat zwischen Südlicher Malhamspitze und Malhamhorn im Osten und der vom Malhamhorn über den Steingrubenkogel führenden Muswand im Süden. Das Gubachkees wird über den Gubach entwässert.
Im Zuge der Gletscherschmelze zerfiel das Gubachkees in einen Nord- bzw. Südteil, wobei das Tiroler Rauminformationssystem für das Nördliche Gubachkees Ende 2018 eine Größe von 0,009 km² und für das Südliche Gubachkees eine Größe von 0,033 km² feststellte. Beide Gletscherteile waren zu diesem Zeitpunkt jedoch ebenfalls in mehrere Teile zerfallen.

## Geschichte
Anfang der 1870er Jahre füllte das Gubachkees noch den gesamten Talkessel zwischen dem Südgrat der Hohen Aderscheitel, Südlicher Malhamspitze, Malhamhorn sowie der gesamten Muswand aus. Im Osten reichte es bis auf fast 2700 Meter hinab. Zudem bestanden Verbindungen zum Malhamkees im Osten und zum Steingrubenkees im Süden. Im Zuge des Gletscherschwundes seit der Mitte des 19. Jahrhunderts zog sich das Gubachkees immer weiter zurück. Bis zur Mitte des 20. Jahrhunderts verlor der Gletscher vor allem im Norden und in seiner Mitte an Fläche, während der Bereich entlang der Muswand noch bis in rund 2800 Meter Seehöhe reichte.